# Fédération Tchadienne de Football Association
Die Fédération Tchadienne de Football Association (FTFA) ist der Dachverband des Fußballs im Tschad. Der Verband wurde 1962 gegründet und ist seit 1988 sowohl Mitglied der FIFA als auch der Confédération Africaine de Football (CAF).

## Sportstruktur

### Ligen
Der Verband organisiert alle 22 Amateurligen im Tschad; eine gemeinsame landesweite Liga gibt es nicht.
- Ligue de N’Djamena – professionellste Liga des Landes
- Ligue de Ouaddai
- Ligue du Lagone Occidental
- Ligue du Lac
- Ligue du Lagonne Oriental
- Ligue de Mayo Kebbi Est
- Ligue de Mayo Kebbi Ouest
- Ligue de Moyen-Chari
- Ligue de Kanem
- Ligue de Bahr Elgazal
- Ligue de Borkou
- Ligue de Enedi
- Ligue de Tibesti
- Ligue de  Biltine
- Ligue de Batha
- Ligue de Salamat
- Ligue de Baguirmi
- Ligue de Guerra
- Ligue de Tandjile
- Ligue de Hadjer-Lamis
- Ligue de Wadi Fira
- Ligue de Mandoul

### Andere Wettbewerbe
- Coupe du Chad

### Nationalmannschaften
- Tschadische Fußballnationalmannschaft der Männer
- Tschadische Fußballnationalmannschaft der Frauen
- Tschadische Fußballnationalmannschaft der männlichen Jugend unter 23
- Tschadische Fußballnationalmannschaft der männlichen Jugend unter 20